# Musication
『musication』（ミュージケーション）は、HOME MADE 家族が2006年2月15日にリリースした2枚目のアルバム。

## 解説
- musicationとはmusic【音楽】+communication【伝達】を足した造語である。 音楽で会話するという意味が込められた[1]。
- CMにはオリエンタルラジオが出演。

## 収録曲
1. Journey in 2 H.M.K.U. (2:14)
作詞・作曲:KURO・MICRO・U-ICHI
2. music & communication(3:18) 
作詞・作曲:KURO・MICRO・U-ICHI
3. 少年ハート(3:53) 
作詞:KURO・MICRO・U-ICHI、作曲:KURO・MICRO・U-ICHI・Takahiro Watanabe
5thシングル。MBS・TBS系アニメ『交響詩篇エウレカセブン』第2期オープニングテーマ。
4. Lean On Me(4:36) 
作詞:KURO・MICRO・U-ICHI、作曲:KURO・MICRO・U-ICHI・Takahiro Watanabe
5. JOYRIDE(4:22) 
作詞:KURO・MICRO・U-ICHI、作曲:KURO・MICRO・U-ICHI・Takahiro Watanabe
6thシングル。公共広告機構（現：ACジャパン）・アイドリングストップキャンペーンソング/NHK環境キャンペーンソング
6. Take it easy(4:51)
作詞・作曲:KURO・MICRO・U-ICHI
近鉄2006「名阪特急」イメージソング
7. サルビアのつぼみ(5:31) 
作詞:KURO・MICRO・U-ICHI、作曲:KURO・MICRO・U-ICHI・Takahiro Watanabe
7thシングル。日本テレビ系「音楽戦士 MUSIC FIGHTER」1月度オープニングソング
8. FUNKY 20×8(4:50) 
作詞・作曲:KURO・MICRO・U-ICHI
9. Shall we 乱舞!?(4:20) 
作詞・作曲:KURO・MICRO・U-ICHI
10. 愛しのマイクチェック1、2(3:33) 
作詞・作曲:KURO・MICRO・U-ICHI
11. いつもいつでも(4:54) 
作詞:KURO・MICRO・U-ICHI、作曲:KURO・MICRO・U-ICHI・KAZUNORI FUJIMOTO
12. R.A.I.N.B.O.W. (4:31) 
作詞・作曲:KURO・MICRO・U-ICHI
13. You'll be alright with 槇原敬之(4:55) 
作詞:KURO・MICRO・U-ICHI、作曲:KURO・MICRO・U-ICHI・Masao Okamoto
7thシングル
14. happy days ～幸せな日々～(4:50)
作詞・作曲:KURO・MICRO・U-ICHI